# Sao Mai (nhà văn)
Sao Mai (1924–2008) là nhà văn Việt Nam, được tặng Giải thưởng Nhà nước về Văn học Nghệ thuật vào năm 2012.

## Tiểu sử
Sao Mai, tên thật là Tân Khải Minh, bút danh Tân Đạt Cơ, Mai Điệp, sinh ngày 15 tháng 2 năm 1924, quê ở xã Yên Trung, huyện Ý Yên, tỉnh Nam Định. Họ Tân không phải là họ chính thức của ông. Họ thật của ông là Nguyễn, nhưng đời bố ông phải đi ở thuê cho một nhà người Hoa và đã được gia đình người Hoa này quý mến, nhận làm con và chuyển họ Nguyễn sang thành họ Tân.
Từ năm 1943 đến 1944, Sao Mai tham gia hoạt động Việt Minh và Hội truyền bá Cứu quốc. Ông từng là phóng viên của báo Nam Định kháng chiến, báo Công dân, báo Cứu quốc Thủ đô (Hà Nội), làm công tác văn nghệ Liên khu III. Năm 1948, ông tham gia Đại hội thành lập Hội Văn nghệ Việt Nam tại Việt Bắc. Ông từng bị mật thám Pháp bắt giam (1950,1952), cũng từng là con nghiện nặng. Từ năm 1955, ông công tác tại Hội Văn nghệ, Hội Nhà văn Việt Nam, ông là Ủy viên Ban chấp hành Hội Nhà văn Việt Nam khóa I.
Năm 1964, ông đưa gia đình rời Hà Nội về Phú Thọ định cư và năm 1985 được bầu làm Phó chủ tịch Hội văn học nghệ thuật Vĩnh Phú.
Ông qua đời vào ngày 24 tháng 11 năm 2008 tại xã Văn Luông, huyện Thanh Sơn, tỉnh Phú Thọ.

## Sự nghiệp
Sao Mai nổi tiếng với các tiểu thuyết, truyện ngắn, phóng sự. Văn Sao Mai mộc mạc, chân chất nhưng sang trọng.
Từ lúc 17 tuổi đến 22 tuổi, Sao Mai đã cho ra mắt tập truyện viết cho thiếu nhi Con khỉ thọt (1941); Học quốc ngữ (1945); tập truyện ngắn Uất (1946). Sau đó các tập truyện, thơ, truyện ký, tiểu thuyết cứ lần lượt ra mắt. Trong tổng số trên 30 tác phẩm của Sao Mai đã xuất bản có hàng chục tiểu thuyết, nhiều luận đề được đánh giá là mang tính văn học và lý luận cao, ông viết về nhiều chủ đề: chống cưỡng ép di cư, cải cách ruộng đất, gương người tốt, xây dựng kinh tế mới... cùng rất nhiều bài báo mang tính lý luận, phát hiện, đề xuất, dự báo có giá trị thuyết phục.
Phóng sự Trại di cư Pagốt Hải Phòng (1955) của ông được Giải thưởng Hội Nhà văn Việt Nam.
Năm 2012, ông được truy tặng Giải thưởng Nhà nước về Văn học Nghệ thuật với cụm tác phẩm: Lò lửa mùa xuân (tập truyện); Nhìn xuống (truyện dài);Tiếng gọi rừng xa (tiểu thuyết); Lá về mây (tiểu thuyết); Mắt chim le (tiểu thuyết); Sáng tối mặt người (tiểu thuyết).

## Tác phẩm chính
- Con khỉ thọt (1941)
- Học quốc ngữ (1945)
- Uất (1946)
- Chinh phụ ngâm
- Cung oán ngâm khúc
- Tỳ bà hành
- Lò lửa mùa xuân (tập truyện)
- Nhìn xuống (tiểu thuyết 1952)
- Ánh mắt mùa thu (tập truyện, 1953)
- Đôi chim gi đá (truyện, 1953)
- Trại di cư Pagốt Hải Phòng (phóng sự, 1955)
- Thôn Bầu thắc mắc (tiểu thuyết, 1957)
- Ba Vì núi mới (1962)
- Tìm đất (ký sự, 1966)
- Làng Cao (tiểu thuyết, 1972)
- Sông rừng (tiểu thuyết, 1980)
- Mắt chim le (tập truyện, 1983)
- Lông chim nhạn (tập truyện, 1985)
- Lá về mây (tiểu thuyết, 1986)
- Tiếng gọi rừng xa (tiểu thuyết,1990)
- Sáng tối mặt người (tiểu thuyết, 2003)
- Tuyển tập Sao Mai (2003)
- Thơ Lê Đạt - Sao Mai (in chung, 1991)

## Vinh danh
- Giải thưởng Nhà nước về Văn học Nghệ thuật năm 2012

### Giải thưởng văn học
- Giải thưởng Hội Nhà văn Việt Nam (1955)

## Đời tư
Sao Mai có hai bà vợ và một người sống như vợ chồng trong thời gian dài.
Bà vợ đầu là Hoàng Thị Tiếng, một thiếu nữ con nhà trâm anh thế phiệt. Đây là người vợ cam chịu với ông nhất. Người vợ thứ hai tên Loan, ông đã “bí mật” yêu và lặng lẽ đưa cô Loan lên Hà Nội sống với mình. Vợ cả vợ hai nhận nhau làm chị em như một điều chấp nhận và tha thứ. Đến độ tuổi 65, ông lại “phải lòng” với một người phụ nữ nữa, kém ông đến gần 30 tuổi và ông đã sinh sống với người phụ nữ này suốt 15 năm.
Bước vào tuổi 80, lúc ông ốm nặng, hai bà vợ đã chủ động cùng con cháu sang đón và đưa ông về, thuốc thang, chăm sóc ông mà không kêu ca gì. Đến khi qua đời ở tuổi 85, ông có 12 người con và 62 đứa cháu.